# Babakanloa
Babakanloa is een bestuurslaag in het regentschap Garut van de provincie West-Java, Indonesië. Babakanloa telt 5096 inwoners (volkstelling 2010).